# David J. Roy
Pour les articles homonymes, voir Roy et David Roy.
David J. Roy, né le 29 août 1937 et mort le 28 décembre 2015, est un mathématicien, théologien, chercheur et professeur d'origine américaine établi au Canada à partir du milieu des années 1970. 
Professeur puis chercheur titulaire à l’Université de Montréal, il y a dirigé, entre autres, le Réseau de recherche en éthique clinique, chapeauté par le Ministère de l'Éducation, qu’il a fondé en 1993.
Il est reconnu comme un pionnier de la bioéthique au Québec et au Canada. Il a notamment fondé le Centre de bioéthique de l’Institut de recherches cliniques de Montréal en 1976 et a dirigé ce dernier jusqu'en 2008.
Il est le fondateur (1985) et le rédacteur en chef du Journal of Palliative Care, une revue scientifique dédiée aux malades atteints du cancer et d’autres maladies graves.
À partir de 2008, il a dirigé le Laboratoire de recherche en éthique et vieillissement du Centre de recherche de l'Institut universitaire de gériatrie de Montréal.

## Biographie

### Enfance et formation
David J. Roy est né le 29 août 1937 en Nouvelle-Angleterre aux États-Unis.
B.A. en mathématiques à l'Université John Carroll de Cleveland (1964), il a fait des études en théologie (1965-1972), notamment auprès du théologien jésuite Karl Rahner, pour obtenir un doctorat en théologie en 1972. Il a également complété une maîtrise en philosophie de l’Université Angelicum à Rome.

### Carrière
En 1976, il fonde le premier centre de bioéthique au Canada et devient en 1980 Chercheur titulaire à la faculté de médecine de l'université de Montréal. Rédacteur en chef du Journal of Palliative Care à partir de 1985, il crée en 1993 le FRSQ (Fonds de Recherche en Santé du Québec).
Membre du comité de direction du Réseau canadien pour les essais VIH (1990-1997), il prend part en 1991 à la publication collaborative de Bioscience - Society et coauteur de Bioethics in Canada, publié en 1994 chez Prentice-Hall au Canada. Cette œuvre sera publiée en français sous le titre La bioéthique: ses fondements et ses controverses en 1995, aux Éditions du Renouveau pédagogique. 
Président du « Forum national de planification pour la recherche sur le VIH » (1995-1997), il dirige en 1997 le programme Éthique et Télésanté. Ce programme porte sur les problèmes d'ordre éthique et se tient au Centre de bioéthique. 
Auteur principal du chapitre sur les principes éthiques de la recherche dans la troisième édition de Surgical Research - Basic Principles and Clinical Practice (1998), il s’associe en 2008 au Centre de recherche de l’institut universitaire de gériatrie de Montréal (IUGM) en tant que directeur du Laboratoire de recherche en éthique et vieillissement.
David J. Roy est le chercheur principal du projet sur « L'Utilisation de l'information et de la technologie dérivées du projet du génome humain à des fins de recherche, de diagnostic, de dépistage, de traitement et de prévention des maladies multifactorielles : vers une éthique pour la complexité  », subventionné par le Programme canadien de technologie et d'analyse du génome.
Il fut deux fois l'un des représentants officiels du premier ministre du Canada dans des réunions internationales sur la bioéthique, dirigé par François Mitterrand pour la première et par Helmut Kohl pour la seconde.
Le 28 décembre 2015, il meurt à l’âge de 78 ans.

### Enjeux des recherches

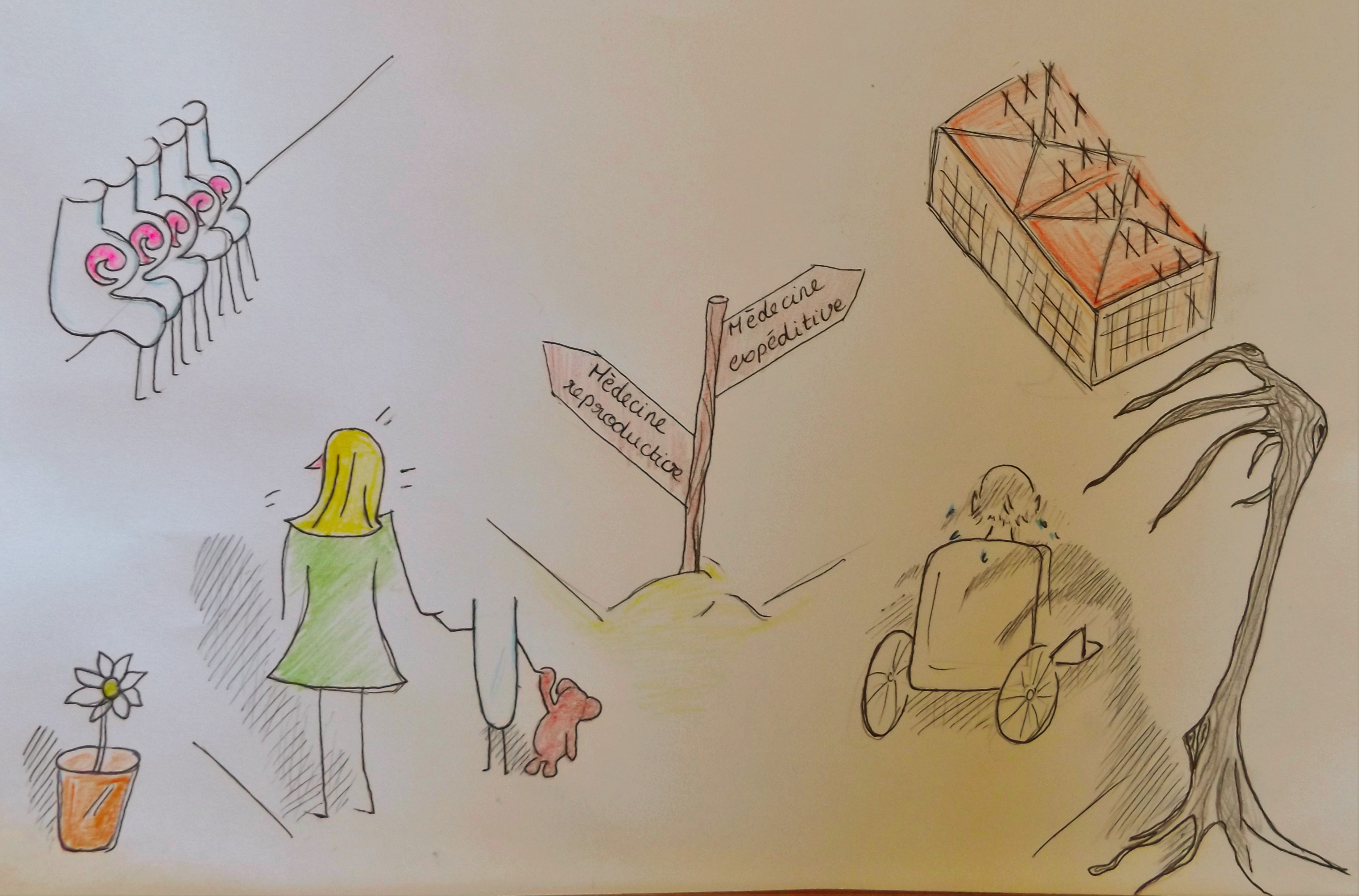
Enjeux de la bioéthique.

Problème d’éthique dans le domaine de la santé :
- Éthique des décisions liées aux soins de fin de vie chez les personnes âgées, en éthique clinique de la recherche et en éthiques des politiques publiques
- Problème et déficience mentale
- Prévention du suicide chez les personnes en fin de vie : dilemmes éthiques : prévention du suicide
- Liens entre une éthique de la complexité et de l'humanité.

## Honneurs
- 1990 - Prix Marcel-Piché
- 1996 - Doctorat Honorifique en droit de l'Université Dalhousie de Halifax, en Nouvelle-Écosse[2].
- ? - Doctorat honoris causa en lettres sacrées de l'université de Sudbury [4]
- 2000 - Officier de l'Ordre du Canada[2]
- 2000 - Officier de l'Ordre national du Québec[2]
- 2013 - Prix Excellence en bioéthique [4]

## Publications

### Œuvres
- Bioethics in Canada, co-auteurs : John R. Williams et Bernard M.Dickens. Scarborough : Prentice-Hall Canada Inc., 1994, 499 p.
- La Bioéthique : ses fondements et ses controverses, co-auteurs : John R.Williams, Bernard M. Dickens et Jean-Louis Baudouin. Montréal: Renouveau Pédagogique Inc., 1995, 548 p.
- Génétique, éthique et complexité. Rapport d’enquêtes Delphi : Résultats, synthèse et interprétations, co-auteurs : Jean-Louis Lévesque et Gail Ouellette. Montréal : Institut de recherches cliniques de Montréal, Centre de bioéthique, 2003, 138 p.
- Prévenir la transmission du VIH : Réflexions sur la résolution des problèmes éthiques, Montréal : Agence de développement de réseaux locaux de services de santé et de services sociaux, Direction de la santé publique, décembre 2004, 20 p.
- Preventing the Transmission of HIV : Reflections on Managing Ethical Conflicts and Uncertainties, Montréal : Agence de développement de réseaux locaux de services de santé et de services sociaux, Direction de la santé publique, decembre 2004, 20 p.
- Le réseautage de l’information de santé : Manuel pour la gestion des questions éthiques et sociales, co-auteurs : Diane L. Demers, François Fournier, Marc Lemire, Pierrot Péladeau et Marie-Claude Prémont. Montréal : Institut de recherches cliniques de Montréal, Centre de bioéthique, 2004, XIII, 268 p.
- Bioéthique 2004 : Essai de réflexion critique. Actes de la conférence inaugurale, Montréal : Institut de recherches cliniques de Montréal, Centre de bioéthique, 2006, vii, 118 p.

### Articles
- « Care of the Sick and Dying : A Matter of Trust », Journal of Palliative Care 2000; 16/3: 3-4.
- « The Times and Places of Palliative Care », Journal of Palliative Care 2000; 16/Suppl: S3-S4.
- « Palliative care – Past and Future : Questioning Great Expectations». Acta Oncologica 2000; 39/8: 895-903.
- « Les défis en éthique clinique », Le CHRAYON décembre 2004; 12/5:4.
- « L’exclusion en soins palliatifs », in : Les Cahiers de soins palliatifs automne 2001; 3/1: 33-38.
- « Cellules souches : au-delà de Babel? (1) État des lieux », L’Observatoire de la génétique avril 2002
- « Cellules souches : au-delà de Babel? (2) Un débat centré sur le statut de l’embryon»: L’Observatoire de la génétique avril 2002
- « La complexité de l’éthique génomique », L’Observatoire de la génétique juillet-août 2002
- « Palliative Care and Euthanasia : a Continuing Need to Think Again », Journal of Palliative Care 2002; 18/1:3-5.
- « Devrions-nous tenter de modifier les gènes des générations futures? », L’Observatoire de la génétique novembre-décembre 2004
- « Humanity : Idea, Image, Reality », Journal of Palliative Care 2004; 20/3:131-132.
- « Palliative Care in a Technological Age », Journal of Palliative Care 2004; 20/4: 267-268.
- « Songs of Palliative Care? », Journal of Palliative Care 2005; 21/2: 67-68.
- « Palliative Care Without Borders », Journal of Palliative Care 2005; 21/3: 131-132.
- « Palliative Care…for Whom », Journal of Palliative Care 2005; 21/3:139.
- « Late Words to a Dying Man », Journal of Palliative Care 2005; 21/4:235-237.
- « When You Are Old… All Alone? », Journal of Palliative Care 2006; 22/1:3-4.
- « When a Young Man Dies… a Meditation », Journal of Palliative Care 2006; 22/2:67-68.
- « During a Long Night of Suffering… Take Time To Remember! », Journal of Palliative Care 2006; 22/4:259-260.
- « Anticipating ethical aspects of the use of biomarkers in the workplace : A tool for stakeholders». Auteure : Chantal Caux, avec les co-auteurs)Louise Guilbert et Claude Viau. Social Science & Medicine 2007; 65/2:344-354.
- « Why Do We Disconnect the Dying? », Journal of Palliative Care 2007;23/1:3-4.
- « When Newborn Babies Have to Die…Perinatal Palliative Care? », Journal of Palliative Care 2007; 23/2: 67-68.
- « When Soldiers Die in War… », Journal of Palliative Care 2007; 23/4: 243-244.
- « Solitude’s Voices of Silence », Journal of Palliative Care 2008; 24/4: 227-228.
- « L’éthique en gestion des risques », in: “La gestion des risques pour la santé: utopie ou trait de génie », Montréal: Les “Vingt-et unièmes Entretiens” du Centre Jacques Cartier, 2008; (sous presse).
- « La vulnérabilité: vers une éthique de l’humanité », in: Justice société et personnes vulnérables, Montréal: Collection de droit 2008-2009 (hors série), l’École du Barreau du Québec, 2008; 11-19.
- « The Dying Can Teach Us?  », Journal of Palliative Care 2009; 25/1: 3-4.11
- « Where Are The Falconers? A Meditation on Leadership », Journal of Palliative Care 2009; 25/2: 83-84.

### Rapports de recherches
- Le VIH/SIDA en milieu de travail : les questions éthiques, Montréal: Institut de recherches cliniques de Montréal, Centre de bioéthique, 2002, 59 p. (Rapport pour le Centre québécois de coordination sur le SIDA).
- Les aspects éthiques de l’utilisation des bioindicateurs en santé au travail : rapport. Études et recherche ; R-404, co-auteurs : Chantal Caux, Claude Viau et Louise Guilbert, Montréal : IRSST, Direction des communications, 2005, iv, 79 p. http://www.irsst.qc.ca/media/documents/pubirsst/R-404.pdf
- Utilisation secondaire des renseignements personnels consignés dans des systèmes nationaux de dossiers électroniques de santé: développements clés et enjeux/Secondary Use of Personal Information Held on National Electronic Health Record Systems : Key Developments, Issues and Concerns, co-auteur : François Fournier. Montréal : Centre de bioéthique, Institut de recherches cliniques de Montréal, Juin 2007, 93 p. Rapport préparé avec l’aide financière du Commissariat à la protection de la vie privée du Canada. http://www.ircm.qc.ca/bioethique/english/whatsnew/EHR_Secondary_Use_Report.pdf
- «  Samantha, Claire, Thérèse : Three in One ? » Journal of Palliative Care 2010 ; 26/1 :3-4.
- L’euthanasie ? Confusion, illusions, impératifs. Mémoire soumis lors des auditions parlementaires de la Commission de la santé et des services sociaux, Gouvernement du Québec, Québec ; 9 mars, 2010, 22 pages.